# 楊秀麗
楊 秀麗（よう しゅうれい、ラテン語: Xiuli Yang, 1983年9月1日 - ）は、中国・遼寧省阜新市出身の女子柔道家。身長173cm。

## 来歴
柔道は14歳の時に始めた。2006年のアジア競技大会では準決勝で中澤さえに一本負けして3位に終わった。2007年の世界選手権では5位だったが、翌年の北京オリンピックでは決勝でキューバのヤレニス・カスティージョを2-1の判定で破って優勝した。2009年の世界選手権には出場しなかったが、2010年には準々決勝でマイラ・アギアルに一本負けしたものの3位となった。2011年には1階級下の70kg級にエントリーしたものの、結局出場しなかった。その後の国際大会ではいつものように78kg級で出場している。しかし2012年のロンドンオリンピックでは7位に終わり、2連覇はならなかった。

## 主な戦績
- 2006年 - 世界軍人選手権大会 優勝
- 2006年 - アジア競技大会 3位
- 2007年 - 世界選手権 5位
- 2007年 - ミリタリーワールドゲームズ 2位
- 2007年 - 世界団体 優勝
- 2008年 - フランス国際 優勝
- 2008年 - 北京オリンピック 優勝
- 2008年 - 嘉納杯 優勝
- 2009年 - グランドスラム・パリ 3位
- 2009年 - ワールドカップ・ウィーン 優勝
- 2009年 - グランドスラム・モスクワ 優勝
- 2009年 -グランプリ・青島 優勝
- 2010年 - ワールドマスターズ 5位
- 2010年 - グランドスラム・モスクワ 優勝
- 2010年 - 世界選手権 3位
- 2010年 - アジア競技大会 3位
- 2010年 - グランドスラム・東京 3位
- 2010年 -グランプリ・青島 優勝
- 2011年 - ワールドマスターズ 優勝
- 2011年 -グランプリ・デュッセルドルフ 3位
- 2011年 -グランプリ・青島 2位
- 2012年 - ワールドマスターズ 2位
- 2012年 -グランプリ・デュッセルドルフ 2位
- 2012年 - ロンドンオリンピック 7位
- 2013年 - 世界軍人選手権大会 優勝